# Serra de Llagat
La Serra de Llagat és una serra situada entre els municipis de Cerdanyola del Vallès i de Montcada i Reixac a la comarca del Vallès Occidental, amb una elevació màxima de 170metres.